# Apple Pay
Apple Pay is een mobiele betaaldienst, ontwikkeld door Apple Inc. waarmee gebruikers kunnen betalen met een geschikt Apple-apparaat dat gekoppeld is aan een credit- of debetkaart. Apple Pay vereist geen speciale eigen betaalautomaten, maar werkt op alle bestaande betaalterminals die contactloos betalen ondersteunen. Daarnaast is de dienst online te gebruiken bij webwinkels die Apple Pay accepteren.
Vanaf de iPhone X, zijn de iPhones niet meer uitgerust met de Touch ID-functionaliteit, waardoor betalingen niet met een vingerafdruk plaatsvinden. Deze iPhones maken daarentegen gebruik van Face ID, de gezichtsherkenningtechnologie van deze toestellen.
Apple Pay is officieel beschikbaar in Nederland en is begonnen bij de ING op 11 juni 2019. Later werd ook ondersteuning voor andere banken toegevoegd. In België werd Apple Pay op 28 november 2018 al geïntroduceerd bij BNP Paribas Fortis en dochterondernemingen Fintro en Hello Bank.
Sinds 3 september 2019 hebben ook Rabobank en ABN AMRO aangekondigd Apple Pay te gaan ondersteunen in Nederland. Ook kondigden de voornamelijk online opererende banken bunq, Monese, N26 en Revolut aan dat hun betaalpassen vanaf die dag ondersteund werden voor gebruik met Apple Pay. Sinds 15 oktober is Apple Pay ook mogelijk met betaalpassen van ABN Amro. Op 5 november 2019 is ook de ondersteuning voor de Rabobank toegevoegd.
Sinds 18 augustus 2020 heeft ook American Express aangekondigd Apple Pay te gaan ondersteunen in Nederland.
Sinds 4 augustus 2021 kondigde ING België aan dat Apple Pay ook bij hun beschikbaar wordt gesteld voor de debetkaarten en op een later tijdstip ook voor Kredietkaarten.
Op 8 september 2021 werd bekend dat een woordvoerder van de Volksbank heeft bevestigd dat bij hun banken in de toekomst ook Apple Pay ondersteund gaat worden. Sinds 10 mei 2022 kunnen klanten van ASN Bank en RegioBank betalen met Apple Pay, op 17 mei 2022 maakte De Volksbank bekend dat klanten van SNS Bank nu ook kunnen betalen met Apple Pay.

## Dienst
Met Apple Pay kan men betalingen uitvoeren bij contactloze betaalpunten, in iOS-apps en op websites. Het digitaliseert en vervangt de creditcard of pinpas bij betaalautomaten en lijkt op de contactloze betaalmethoden die al in veel landen gebruikt worden, met toevoeging van tweefactorauthenticatie (2FA). Met de dienst kunnen Apple-apparaten draadloos communiceren met betaalapparaten die een NFC-antenne hebben. Authenticatie vindt plaats door middel van Touch of Face ID. De betaalpassen worden toegevoegd aan de portemonnee-app Wallet.

## Beschikbaarheid

### Beschikbaarheid per apparaat
| - iPhone SE - iPhone 6 / 6 Plus - iPhone 6s / 6s Plus - iPhone 7 / 7 Plus - iPhone 8 / 8 Plus - iPhone X - iPhone Xs / Xs Max - iPhone XR - iPhone 11 en later - iPhone 11 Pro / 11 Pro Max en later - iPhone SE 2020 - iPhone 12 mini - iPad (2017) en later - iPad Air (vanaf de iPad Air 2) - iPad Pro - iPad mini (vanaf de iPad mini 3) | - Apple Watch (alle modellen) - Mac-modellen met Touch-ID - Mac-modellen geïntroduceerd in 2012 of later door middel van geschikte iPhone of Apple Watch |

### Beschikbaarheid per land
Apple Pay werd tijdens het Apples iPhone 6-evenement op 9 september 2014 aangekondigd. Apple CEO Tim Cook beschreef het bestaande betalingssysteem met magnetische strips als een 'verouderde en kwetsbare magnetische interface'. Met iOS 8.1 kwam Apple Pay, in eerste instantie in de Verenigde Staten, beschikbaar op compatibele apparaten. Apple kondigde een API aan voor ontwikkelaars om Apple Pay te integreren in hun mobiele apps, om klanten daarmee af te kunnen laten rekenen.
Apple Pay is momenteel beschikbaar in onderstaande landen:

Wereldwijde uitrol van Apple Pay (per 9 augustus 2019)
Donkerblauw: Apple Pay is in gebruik.
Lichtblauw: Apple Pay wordt binnenkort geïntroduceerd.

| Datum            | Apple Pay beschikbaar in                  |
| ---------------- | ----------------------------------------- |
| 20 oktober 2014  | Verenigde Staten                          |
| 14 juli 2015     | Verenigd Koninkrijk                       |
| 17 november 2015 | Canada                                    |
| 19 november 2015 | Australië                                 |
| 18 februari 2016 | China                                     |
| 19 april 2016    | Singapore                                 |
| 7 juli 2016      | Zwitserland                               |
| 19 juli 2016     | Frankrijk                                 |
| 20 juli 2016     | Hongkong                                  |
| 4 oktober 2016   | Rusland                                   |
| 13 oktober 2016  | Nieuw-Zeeland                             |
| 25 oktober 2016  | Japan                                     |
| 1 december 2016  | Spanje                                    |
| 7 maart 2017     | Ierland inclusief: Guernsey Jersey Man    |
| 29 maart 2017    | Taiwan                                    |
| 17 mei 2017      | Italië inclusief: San Marino Vaticaanstad |
| 24 oktober 2017  | Denemarken inclusief: Groenland           |
| 24 oktober 2017  | Finland                                   |
| 24 oktober 2017  | Verenigde Arabische Emiraten              |
| 24 oktober 2017  | Zweden                                    |
| 4 april 2018     | Brazilië                                  |
| 17 mei 2018      | Oekraïne                                  |
| 19 juni 2018     | Polen                                     |
| 20 juni 2018     | Noorwegen inclusief: Noorwegen            |
| 28 november 2018 | Kazachstan                                |
| 28 november 2018 | België                                    |
| 11 december 2018 | Duitsland                                 |
| 19 februari 2019 | Saoedi-Arabië                             |
| 19 februari 2019 | Tsjechië                                  |
| 24 april 2019    | Oostenrijk                                |
| 8 mei 2019       | IJsland                                   |
| 21 mei 2019      | Luxemburg                                 |
| 21 mei 2019      | Hongarije                                 |
| 11 juni 2019     | Nederland                                 |
| 26 juni 2019     | Bulgarije                                 |
| 26 juni 2019     | Cyprus                                    |
| 26 juni 2019     | Estland                                   |
| 26 juni 2019     | Griekenland                               |
| 26 juni 2019     | Kroatië                                   |
| 26 juni 2019     | Letland                                   |
| 26 juni 2019     | Liechtenstein                             |
| 26 juni 2019     | Litouwen                                  |
| 26 juni 2019     | Malta                                     |
| 26 juni 2019     | Portugal                                  |
| 26 juni 2019     | Roemenië                                  |
| 26 juni 2019     | Slovenië                                  |
| 26 juni 2019     | Slowakije                                 |
| 2 juli 2019      | Faeröer                                   |
| 6 augustus 2019  | Macau                                     |
| 3 september 2019 | Georgië                                   |
| 19 november 2019 | Wit-Rusland                               |
| 28 januari 2020  | Montenegro                                |
| 30 juni 2020     | Servië                                    |
| 23 februari 2021 | Mexico                                    |
| 30 maart 2021    | Zuid-Afrika                               |
| 5 mei 2021       | Israël                                    |
| 17 augustus 2021 | Qatar                                     |
| 5 oktober 2021   | Bahrein                                   |
| 5 oktober 2021   | Palestina                                 |
| 2 november 2021  | Azerbeidzjan                              |
| 2 november 2021  | Colombia                                  |
| 2 november 2021  | Costa Rica                                |
| 18 januari 2022  | Armenië                                   |
| 15 maart 2022    | Argentinië                                |
| 15 maart 2022    | Peru                                      |
| 5 april 2022     | Moldavië                                  |
| 9 augustus 2022  | Maleisië                                  |
| 6 december 2022  | Koeweit                                   |
| 6 december 2022  | Jordanië                                  |
| 21 maart 2023    | Zuid-Korea                                |

### Ondersteunde betaalsystemen en kaartdiensten
- Visa (wereldwijd)
- V PAY (wereldwijd)
- MasterCard (wereldwijd)
- Maestro
- American Express (wereldwijd)
- Discover Card (alleen in de Verenigde Staten)
- Cartes Bancaires (alleen in Frankrijk)
- Interac (alleen in Canada)
- Eftpos (alleen in Australië)
- China UnionPay (wereldwijd)
- Suica, iD, QUICPay (alleen in Japan)
- SPTC transitcard (alleen in Shanghai)
- Yikatong, Beijing Transit Card
- mada in Saudi-Arabië
- Hop Fastpass, transitcard in Portland, Oregon
- Ticket Restaurant
- Elo (alleen in Brazilië)
- Bancontact (alleen in België)[13]

#### Nederland
| Bank             | Soort       | Debit | Credit |
| ---------------- | ----------- | ----- | ------ |
| ING Bank         | Particulier | Ja    | Ja     |
| ING Bank         | Zakelijk    | Ja    | Ja     |
| ABN Amro         | Particulier | Ja    | Ja     |
| ABN Amro         | Zakelijk    | Ja    | Ja     |
| Rabobank         | Particulier | Ja    | Ja     |
| Rabobank         | Zakelijk    | Ja    | Ja     |
| Bunq             |             | Ja    | Ja     |
| N26              |             | Ja    | Nee    |
| Revolut          |             | Ja    | Ja     |
| Monese           |             | Ja    | Nee    |
| Openbank         |             | Ja    | Nee    |
| Triodos Bank     |             | Ja    | Ja     |
| SNS Bank         |             | Ja    | Ja     |
| American Express |             | Nee   | Ja     |
| Knab             | Particulier | Ja    | Nee    |
| Knab             | Zakelijk    | Ja    | Nee    |
| ASN Bank         |             | Ja    | Nee    |
| RegioBank        |             | Ja    | Nee    |

België
| Bank               | Debit | Credit |
| ------------------ | ----- | ------ |
| AION NV/SA         | Ja    | Nee    |
| Belfius            | Ja*   | Ja     |
| BNP Paribas Fortis | Ja    | Ja     |
| Bonsai             | Ja    | Nee    |
| Bunq               | Ja    | Nee    |
| Buy Way            | Nee   | Ja     |
| CleverCards        | Nee   | Ja     |
| Curve              | Nee   | Ja     |
| Edenred            | Ja    | Nee    |
| Emburse            | Nee   | Ja     |
| Fintro             | Ja    | Ja     |
| Hello bank!        | Ja    | Ja     |
| iCard              | Nee   | Ja     |
| ING                | Ja    | Nee    |
| KBC                | Ja    | Ja     |
| Lydia              | Ja    | Nee    |
| Monese             | Ja    | Nee    |
| N26                | Ja    | Nee    |
| Revolut            | Nee   | Ja     |

*Belfius is vooralsnog de enige bank die het Bancontact netwerk aanbiedt via Apple Pay.

### Beschikbaarheid in openbaar vervoer
| Land                | Plaats          | Express Transit/Travel | Betaalmethode(s) |
| ------------------- | --------------- | ---------------------- | --- |
| Australië           | Sydney          |                        | Debit- en creditcards |
| Nederland           | Landelijk       |                        | Debit- en creditcards |
| Wit-Rusland         | Minsk           |                        | Debit- en creditcards |
| Canada              | Vancouver       |                        | Creditcards |
| China               | Beijing         | Ja                     | Ov-kaarten |
| China               | Guangzhou       |                        | Creditcards (UnionPay (CUP)) |
| China               | Hangzhou        |                        | Debit- en creditcards (UnionPay (CUP)) |
| China               | Shanghai        | Ja                     | Ov-kaarten |
| Georgië             | Tbilisi         |                        | Debit- en creditcards (Bank of Georgia) |
| Japan               | Landelijk       | Ja                     | Alle vormen van openbaar vervoer die Suica gebruiken |
| Rusland             | Moskou          |                        | Debit- en creditcards |
| Rusland             | Novosibirsk     |                        | Debit- en creditcards |
| Rusland             | Sint Petersburg |                        | Debit- en creditcards |
| Singapore           | Landelijk       |                        | Debit- en creditcards (Mastercard en Visa) |
| Verenigd Koninkrijk | Londen          | Ja                     | Debit- en creditcards |
| Verenigde Staten    | Chicago         | Ja                     | Debit- en creditcards |
| Verenigde Staten    | Miami           |                        | Debit- en creditcards |
| Verenigde Staten    | New York (stad) | Ja                     | Debit- en creditcards |
| Verenigde Staten    | Portland        | Ja                     | Debit- en creditcards, Hop FastPass |
| Zuid-Korea          | Seoul           |                        | Debit- en creditcards Apple Pay is niet acceptabel in Samsung, Shinsegye Department Store, E-Mart, StarField. Apple Pay wordt in KORAIL (Zuid-Koreaans Spoorwegen) en SRT en lange afstand touringcar alleen geaccepteerd met Zuid-Koreaanse kaarten. |